# Ksilitol
Ksilitol je šećerno alkoholni zaslađivać koji se koristi kao prirodna zamena šećera. On je prisutan u vlaknima mnogih vrsta voća i povrća, i može se ekstrahovati iz različitih bobica, ovsa, i pečurki, kao i vlaknastih materijala poput kukuruzne svile, otpadaka prerade šećerne trske, i drveta breze. Ksilitol je jednako sladak kao i saharoza, a ima jednu trećinu energijskog sadržaja.
Kao i drugi šećerni alkoholi, izuzev eritritola, konzumiranje većih količina od praga laksacije (količine zaslađivača koja se može konzumirati pre povajave abdomenalne neprijatnosti) može da rezultuje u privremenim gastrointestinalnim nuspojavama, kao što su nadimanje, flatulencija, i dijareja. Povišenja praga laksacije se javlja pri dužoj upotrebi. Ksilitol ima niži prag laksacije od nekih alkohola, ali je bolje tolerisan od na primer manitola i sorbitola.

## Literatura
- Gare, Fran (2003). The Sweet Miracle of Xylitol. Basic Health Publications, Inc. ISBN 978-1-59120-038-3.